# アバロン (カリフォルニア州)
アバロン（英: Avalon）は、アメリカ合衆国カリフォルニア州ロサンゼルス郡の南端、チャンネル諸島のサンタカタリナ島で唯一の都市である。2010年の国勢調査では人口3,728 人だった。
アバロンとなった地域には前近代にガブリエリーノ/トングバ族インディアンが入っていた。19世紀の後半から20世紀初めに掛けて、何人かの開発業者がアバロンをリゾート地にしようとしたが、ほとんど破産してしまった。1919年、ウィリアム・リグレー・ジュニアがアバロンの支配権を得て、カタリナ・カジノなどアバロン開発の大半を監督した。
現在も主にリゾート地のままである。ウォーターフロントの大半は観光関連の事業で占められている。バレーの低地にある町の古い部分は主に、小さな家屋や2、3階建ての建物であり、様々な建築様式で建てられている。

## 歴史

### ヨーロッパ人の入植以前
前近代、アバロン湾の地域にはガブリエリーノ/トングバ族インディアンが住んでいた。このサンタカタリナ島はトングバ族にとって滑石の産出源であり、インディアンはこの石を使って料理用の石器を作っていた。インディアンはこの島を「ピム」あるいは「ピミュナ」と呼び、自分達を「ピミュナン」と呼んでいた。しかし1830年代までに島にいたインディアンが死に絶えるか、本土の伝道所あるいは多くの土地所有者牧場の労働力として働くために移住していったために、全てがいなくなった。

### 初期の開発業者
1860年代、ドイツからの移民オーガスタス・ウィリアム・ティムズがカタリナ島で牧羊を始めた。ティムズの持ち船ロシータが海水浴や釣りに来る人々を、海峡を渡ってアバロン湾まで運んでいた。アバロンにあった町は、ティムズに因んでティムズランディングと呼ばれていた。1883年夏までに30のテントと3つの木造建物がある状態だった 。
アバロン湾をリゾート地にしようとした最初のオーナーは、ミシガン州グランドラピッズ出身の不動産投機家ジョージ・シャットーだった。1887年の南カリフォルニア不動産ブームの頂点にある時に、ジェイムズ・リックの所有地からこの島を15万米ドルで購入した。後にアバロンとなる町を創設し、町で初となるホテルのホテル・メトロポールと桟橋を造ったとされている。初期の地図には町名を「シャットー」としているが、シャットーの義妹であるエッタ・ホイットニーが「アバロン」という名前に思い当たった。この名前はアルフレッド・テニスンによるアーサー王に関する『国王牧歌』という詩からの引用だった。
シャットー夫妻と私は新しい町の名前を探していた。その名はこの場所に相応しいものである必要があった。私が探していた名前は「エイボン」や「エイボンデール」であり、そこで「アバロン」という名前を見つけた。その意味はウェブスター辞典の完全版にあるように「大洋の明るい宝石」あるいは「祝福された人々の美しい島」だった。—Etta Whitney.
シャットーがアバロンの町の区画を定め、一般大衆に休暇の目的地として紹介した。1887年にはアバロンで不動産の競売を開催することで宣伝し、日々の島への往復のために蒸気船を購入した。1888年夏、小さなパイオニアの村がブームを呼ぶ小さなリゾート町として始まった。シャットーの努力にも拘わらず、数年間のうちに借金の返済ができなくなり、島はリックの資産に戻された 。
アバロンに現存する最古の建築物は特徴あるホリーヒル家屋であり、シャットーとその代理人から500米ドルで購入した区画に、1888年に建てられた。カタリナで最初の上水道を造った技師のピーター・ガノが、船で運んできた建材を年取ったサーカスの馬マーキュリーの助けを借りて岡の上に運び上げ、この家を自分で建てた。1889年に完成したとき、愛する女性にこの家に来てくれるよう頼んだ。彼女が島に移転することを拒んだので、ガノは一人でそこに住んでいた。この家は近年改修され、アバロンの良く知られた目印になっている。

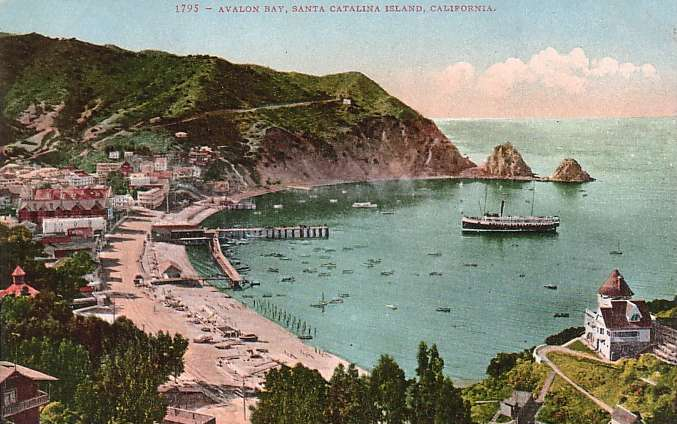
1910年頃のアバロン湾、まだカジノは建設されていない

1891年にフィニアス・バニングの息子達がこの島をリックから購入し、サンタカタリナ島会社を設立して、リゾートとしての開発を目指した。バニング兄弟は、アバロンをリゾート町とするシャットーの夢を実行した。町の中心にダンスホールを建設し、ホテル・メトロポールと蒸気船桟橋を拡張し、水族館を造り、ピルグリム・クラブ（男性のみの賭博クラブ）を創設した。
バニング兄弟が新しくホテル・セントキャサリンの建設を計画しているときに、1915年11月29日、火事によってホテル6軒や数軒のクラブを含めアバロンの建物の半分が焼失し、計画は挫折した。バニング兄弟は町の再建を期待して島の売却を拒み、ホテル・セントキャサリンの計画を始めた。このホテルはアバロン港の北外れにある特徴あり、絵のような崖のある半島、シュガーローフ・ポイントに建つことになっていた。別館をデスカンソ・キャニオンに持つこのホテルの建設を始めるために、崖は爆破された。これらの計画は資金不足で失敗しており、結局ホテルはデスカンソ・キャニオンに建てられた。1919年、1915年の火災に伴う負債と、第一次世界大戦による観光業の衰退のために、バニング兄弟は島を分割して売らざるを得なくなった。

### リグレーの所有権

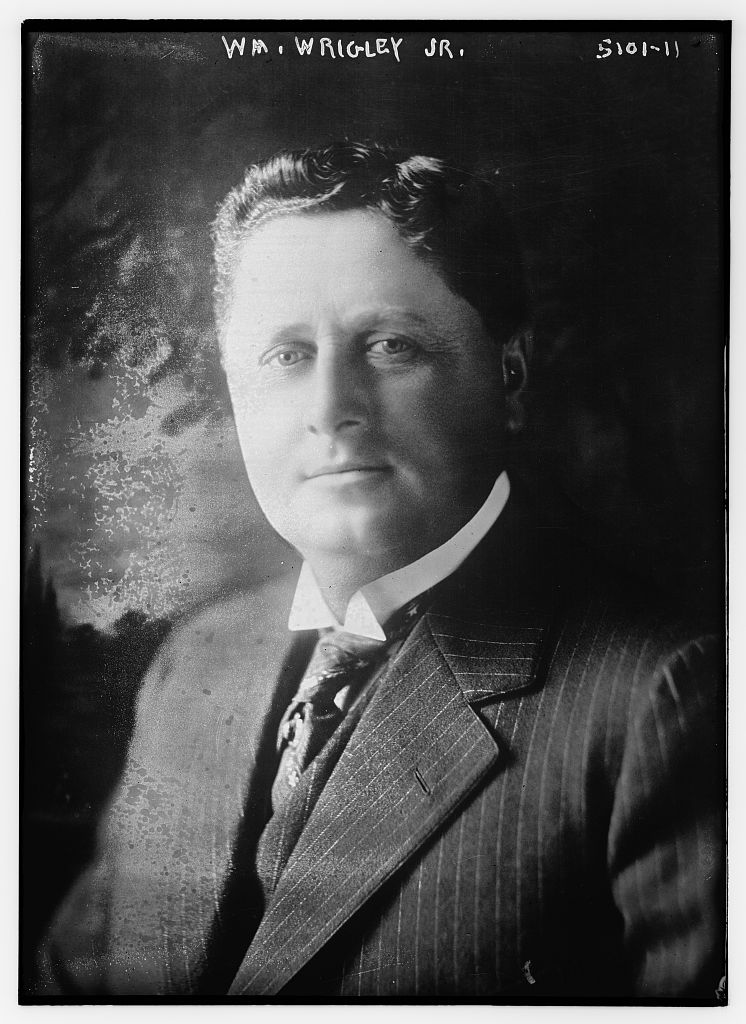
ウィリアム・リグレー・ジュニア、1919年にアバロンを取得した

1919年2月、チューインガム業界の大立て者ウィリアム・リグレー・ジュニアがサンタカタリナ島とそれに関わる資産の支配権をバニング兄弟からを購入した。その買収前に妻のアーダと息子のフィリップと共にカタリナ島に旅行しており、即座にこの島を愛するようになった。リグレーは島の保存と宣伝に没頭するようになり、必要とするインフラやアトラクションのために多額の金を投資した。アバロンの町を見下ろすアーダ山（妻の名前をつけた）に家を建て、工事の進み具合を観察できるようにした。
リグレーがこの島を買ったとき、島に行くための蒸気船はハーモサ2世号とS・S・カブリリョ号だけだった。成長を促すために、リグレーはさらにS・S・バージニア号という蒸気船を購入した。幾らかの調整をした後に、その船はS・S・アバロン号と改名された。さらに別の蒸気船S・S・カタリナ号のデザインも考えており、1924年5月3日に進水することになった。これらの蒸気船で長年カタリナ島に乗客を運んだ。リグレーはシカゴ・カブスが春季キャンプに島を使うように誘致して、アバロンの町への関心を上げた。カブスは戦争の中断期間（1942年-1945年）はあったものの、1921年から1951年まで春季キャンプに島を使った。
リグレーの優先事項の中に、観光客のために新しく改良されたダンスホールを造ることがあった。バニング兄弟がホテルを建設するために整地させていたシュガーローフ・ポイントを使ってダンスホールを建設し、シュガーローフ・カジノと名付けた。それはダンスホールの他にアバロン初の高校としても機能した。1928年、このカジノを壊して新しいカジノを立てる場所とした。カジノのオーシャンビューを良くするためにシュガーローフ岩が爆破された。1929年5月29日、アール・デコ調の新しいカタリナ・カジノが完成した。その低層階にはアバロン劇場が入った。上層階は直径180フィート (55 m) と世界最大の円形ダンスホールが入った。1930年代を通じてこのホールには、ベニー・グッドマン、スタン・ケントン、ウディ・ハーマン、ジーン・オートリーなど、芸能界の多くのビッグネームが訪れた。
1932年にウィリアム・リグレー・ジュニアが死んだ後、息子のフィリップ・K・リグレーがサンタカタリナ島会社を引き継いだ。フィリップはアバロン市のインフラ整備など父の仕事を継続した。第二次世界大戦中、島は観光目的では閉鎖され、アメリカ海運訓練施設など軍事的な訓練用途に使われていた。カタリナの蒸気船は兵士の輸送船として取り上げられた。

### 現代

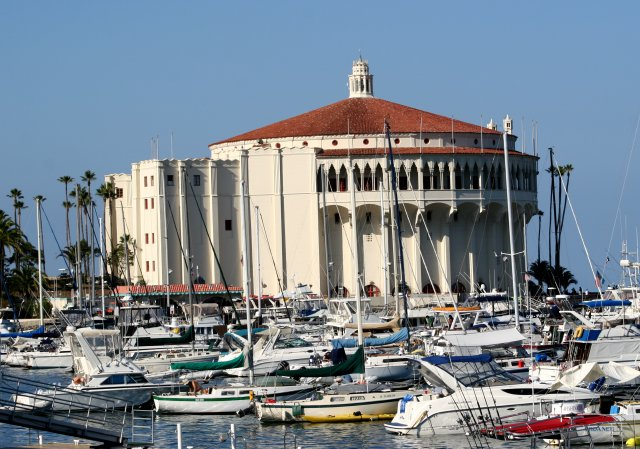
カタリナ・カジノ、2007年撮影

1975年、フィリップ・リグレーは、自分も創設に関わったカタリナ島保護団体にサンタカタリナ島会社の株式を譲渡した。この保護団体は現在、主にアバロン市の外側で、島の88%を所有している。サンタカタリナ島会社がリゾート資産の大半の支配権とアバロン市内での運営を維持している。カタリナ・ビジターズ・カントリークラブ、カタリナ島ゴルフコース、デスカンソ・ビーチクラブ、カジノ・ボールルームなど市内にある観光用アトラクションの多くを所有運営している。
2007年5月、大火により市域外の土地4,750エーカー (19.2 km2) が灰燼に帰した。市を守るために海兵隊のホバークラフトやヘリコプターで200人以上の消防士が運ばれた。最終的に住居1戸と商業施設6戸が破壊されただけだった。

## 地理と気候
アバロンはロサンゼルス港防波堤から南南西約22マイル (35 km) のサンタカタリナ島にある。8島からなるチャンネル諸島では唯一の法人化都市である。カタリナ島にあることで、ロサンゼルス郡では最南端の都市になっている。アメリカ合衆国国勢調査局に拠れば、市域全面積は2.937平方マイル (7.607 km2)、このうち陸地は2.935平方マイル (7.602 km2)、水域は0.002平方マイル (0.005 km2)で水域率は0.07％である。
大変温暖な亜熱帯気候であり、年間を通じて温かい。アメリカ国立気象局が1909年から1988年までアバロン・プレジャー桟橋で協同測候所を運営していた。1月の平均気温は、最高64.6°F (18.1 ℃) 、最低49.3°F (9.6 ℃) であり、8月の平均気温は、最高75.4°F (24.1 ℃) 、最低64.1°F (17.8 ℃) である。過去最高温度は1963年9月28日に記録されたで104°F (40 ℃) だった。過去最低温度は1973年1月2日に記録された29°F (-2 ℃) だった。
年間平均降水量は11.88インチ (302 mm) 、計測できる降水日は34日である。最も降水量が多かったのは1983年の34.54インチ (877 mm) であり、最も少なかったのは1953年の4.10インチ (104 mm) だった。1か月降水量では1921年5月の11.68インチ (297 mm) 、24時間雨量では1941年10月22日の6.75インチ (171 mm) が最大だった。気象記録はサンタカタリナ空港でも計測されている。
| アバロン市（アバロン・プレジャー桟橋）の気候 | アバロン市（アバロン・プレジャー桟橋）の気候 | アバロン市（アバロン・プレジャー桟橋）の気候 | アバロン市（アバロン・プレジャー桟橋）の気候 | アバロン市（アバロン・プレジャー桟橋）の気候 | アバロン市（アバロン・プレジャー桟橋）の気候 | アバロン市（アバロン・プレジャー桟橋）の気候 | アバロン市（アバロン・プレジャー桟橋）の気候 | アバロン市（アバロン・プレジャー桟橋）の気候 | アバロン市（アバロン・プレジャー桟橋）の気候 | アバロン市（アバロン・プレジャー桟橋）の気候 | アバロン市（アバロン・プレジャー桟橋）の気候 | アバロン市（アバロン・プレジャー桟橋）の気候 | アバロン市（アバロン・プレジャー桟橋）の気候 |
| 月                                           | 1月                                          | 2月                                          | 3月                                          | 4月                                          | 5月                                          | 6月                                          | 7月                                          | 8月                                          | 9月                                          | 10月                                         | 11月                                         | 12月                                         | 年                                           |
| -------------------------------------------- | -------------------------------------------- | -------------------------------------------- | -------------------------------------------- | -------------------------------------------- | -------------------------------------------- | -------------------------------------------- | -------------------------------------------- | -------------------------------------------- | -------------------------------------------- | -------------------------------------------- | -------------------------------------------- | -------------------------------------------- | -------------------------------------------- |
| 平均最高気温 °F （°C）                       | 64.6 (18.1)                                  | 64.2 (17.9)                                  | 65.3 (18.5)                                  | 67.6 (19.8)                                  | 69.2 (20.7)                                  | 71.1 (21.7)                                  | 74.0 (23.3)                                  | 75.4 (24.1)                                  | 75.0 (23.9)                                  | 72.7 (22.6)                                  | 68.2 (20.1)                                  | 64.7 (18.2)                                  | 69.3 (20.7)                                  |
| 平均最低気温 °F （°C）                       | 49.3 (9.6)                                   | 50.3 (10.2)                                  | 51.8 (11)                                    | 53.9 (12.2)                                  | 56.8 (13.8)                                  | 59.5 (15.3)                                  | 62.2 (16.8)                                  | 64.1 (17.8)                                  | 63.1 (17.3)                                  | 59.1 (15.1)                                  | 53.0 (11.7)                                  | 49.3 (9.6)                                   | 56.0 (13.3)                                  |
| 降水量 inch （mm）                           | 2.76 (70.1)                                  | 2.51 (63.8)                                  | 2.36 (59.9)                                  | 0.61 (15.5)                                  | 0.12 (3)                                     | 0.01 (0.3)                                   | 0 (0)                                        | 0.09 (2.3)                                   | 0.28 (7.1)                                   | 0.22 (5.6)                                   | 1.10 (27.9)                                  | 1.82 (46.2)                                  | 11.88 (301.8)                                |
| 出典：http://www.wrcc.dri.edu                |                                              |                                              |                                              |                                              |                                              |                                              |                                              |                                              |                                              |                                              |                                              |                                              |                                              |

## 景観

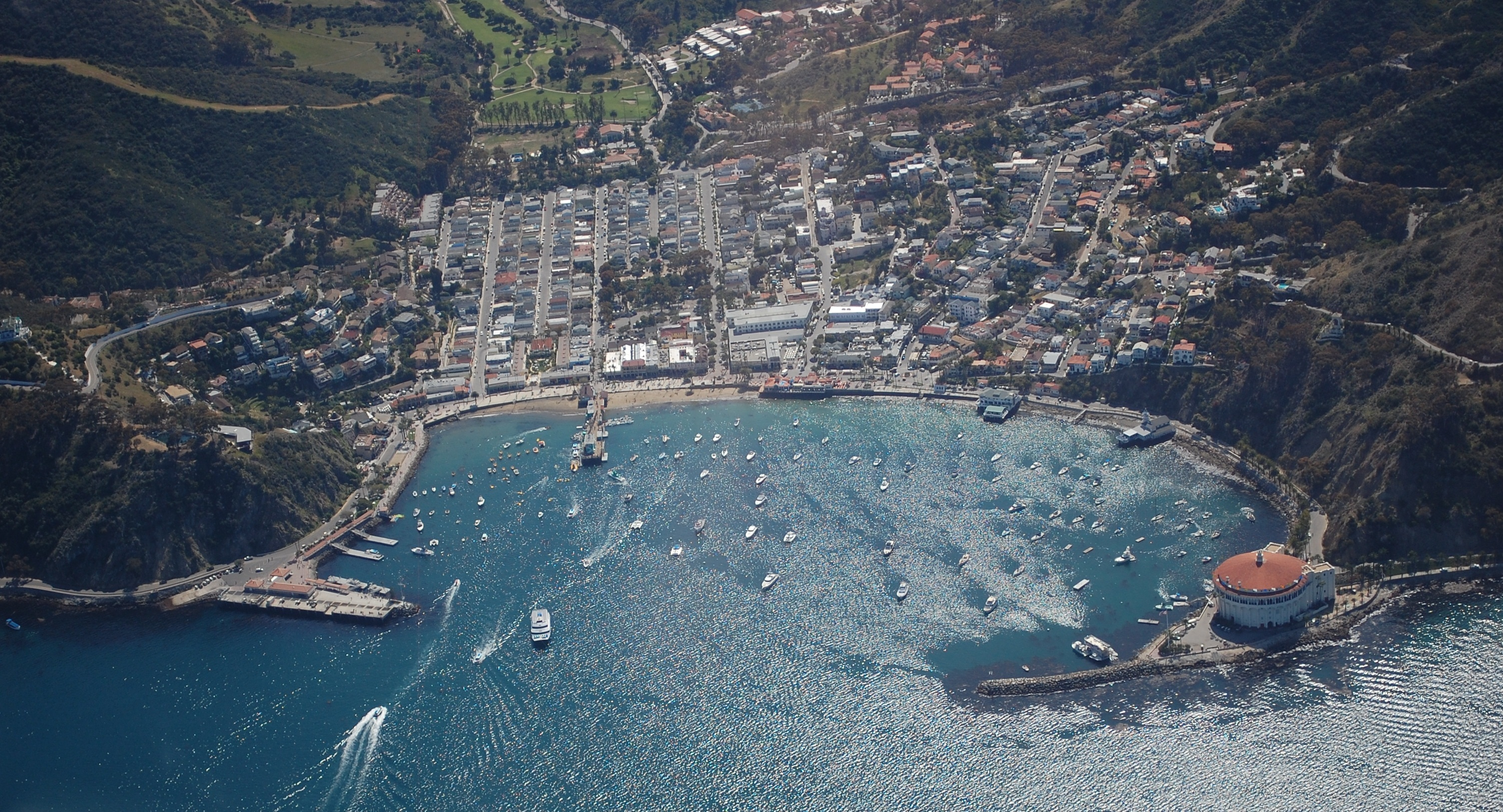
アバロンの町と港、2012年撮影

アバロン市はアバロン湾の回りにある。リゾート市としてインフラの大半は観光基盤の経済の方向に向いている。港と海浜は町の活動の中心である。港の南端にあるカブリリョ・モールが、防波堤と、海峡を渡す旅客船の主要船着き場になっている。観光客向け商業施設の多くは、アバロン湾の主要3海浜の後を通っているクレセント通り歩行者遊歩道沿いにある。この遊歩道は装飾舗石、噴水、椰子の木、装飾蛇紋岩護岸で飾られている。これらの多くは1934年にフィリップ・リグレーが行った広範な再設計で導入された。港の中心から突き出しているのが緑色のプレジャー桟橋である。港の北にはカタリナ・カジノがある。アール・デコ調と地中海復古調を合わせたスタイルで建設され、市内でも最も目立つ目印になっている。
湾の外側でカジノの北はデスカンソ・ビーチであり、サンタカタリナ島会社が運営するプライベートビーチになっている。町の最北端はハミルトン・コーブ集合住宅であり、大半がセカンドハウスのゲーテッド・コミュニティである。湾の南はラバーズ・コーブ・ダイブ公園であり、スノーケル・ダイバーや古典的なガラス底ボートで海中を楽しむ人々が訪れる海洋保護区になっている。そのさらに南はペブリービーチであり、ヘリポートやアバロン市に電力を供給するペブリービーチ発電所のある工業地帯となっている 。
住宅の多くは海浜から離れ、キャニオン奥の平地かアバロン・バレーの両側を構成する丘の上に建っている。市民のアメニティ施設、例えば市役所、消防署、カタリナ島医療センター、アバロン学校などは、キャニオンのさらに奥にある。リグレー記念碑と植物園が湾から最も遠い位置にある。この記念碑はカタリナ島の建材でできており、1927年から1937年に島で造られた有名な陶器やタイルが使われている。
2011年2月、2005年以来6つの放水路で数万ガロンの廃水を大洋に垂れ流している問題を、水の規制団体が取り上げた。自然資源防衛委員会による2011年6月の報告書では、国内でも慢性的に海洋を汚染している10の海浜の1つにアバロンが挙げられていた。海浜は州の許容基準を満たしていないので夏の大半で警報が出ている。この汚染は、100年前に造られた粘土と金属のパイプで造られた市の下水道のせいである。2011年までに市は350万米ドルを費やして下水道の試験とリハビリを行ったが、水はまだきれいになっていない。長い下水道を清掃し、修繕し、交換することや、下水処理場を改善するために、510万米ドルを掛ける計画がある。

## 市政府
アバロン市政府は市政委員会・マネジャー方式を採用している。市長は2年間任期で選ばれ、市政員は4年間任期である。市マネジャーは市の行政官であり、市政委員会が直接指名する。2004年6月8日に新市役所が完成した。市役所の事務室と市政委員会室が入っている。カリフォルニア州議会下院では第26選挙区と第70選挙区に属し、2013年時点でどちらも民主党を送り出している。アメリカ合衆国議会下院ではカリフォルニア州第47選挙区に属し、やはり民主党員を送り出している 。
ロサンゼルス郡保安官部がアバロン署を運営している。数人の警官が島でフルタイムの勤務を行い、必要な場合また季節によって本土から応援部隊が来る。消防はフルタイムとボランティアの消防隊員がいる。島内の他の部分はロサンゼルス郡消防部が見ている。
ロサンゼルス郡健康サービス部がトーランスに近いロサンゼルス市ハーバーゲイトウェイにあるトーランス健康センターを運営し、アバロンの用に供している。
アメリカ合衆国郵便公社アバロン郵便局はメトロポール通り118にある。

## 人口動態

### 2010年国勢調査
以下は2000年の国勢調査による人口統計データである。
| 基礎データ - 人口: 3,728人 - 世帯数: 1,473 世帯 - 家族数: 891 家族 - 人口密度: 490.0人/km2（1,269.2人/mi2） - 住居数: 2,266軒 - 持ち家: 26.0% - 借家: 74.0% - 持ち家空き家率: 4.7% - 貸屋空室率: 10.7% - 持ち家入居者比率: 21.5% - 借家入居者比率: 78.3% - 住居密度: 297.9軒/km2（771.5軒/mi2） 人種別人口構成 - 白人: 62.0% - アフリカン・アメリカン: 0.5% - ネイティブ・アメリカン: 0.6% - アジア人: 1.3% - 太平洋諸島系: 0.3% - その他の人種: 30.5% - 混血: 4.7% - ヒスパニック・ラテン系: 55.8% | 年齢別人口構成 - 18歳未満: 25.8% - 18-24歳: 8.5% - 25-44歳: 25.6% - 45-64歳: 29.3% - 65歳以上: 10.9% - 年齢の中央値: 38歳 - 性比（女性100人あたり男性の人口） - 総人口: 102.8 - 18歳以上: 98.6 世帯と家族（対世帯数） - 18歳未満の子供がいる: 33.1% - 結婚・同居している夫婦: 43.5% - 未婚・離婚・死別女性が世帯主: 10.9% - 単身世帯: 31.3% - 65歳以上の老人1人暮らし: 8.5% - 平均構成人数 - 世帯: 2.53人 - 家族: 3.25人 |

### 2000年国勢調査
以下は2000年の国勢調査による人口統計データである。
| 基礎データ - 人口: 3,127 人 - 世帯数: 1,158 世帯 - 家族数: 719 家族 - 人口密度: 429.7人/km2（1,112.4人/mi2） - 住居数: 1,839 軒 - 住居密度: 252.7軒/km2（654.2 軒/mi2） 人種別人口構成 - 白人: 71.6% - アフリカン・アメリカン: 0.7% - ネイティブ・アメリカン: 1.0% - アジア人: 0.6% - 太平洋諸島系: 0.2% - その他の人種: 20.4% - 混血: 5.4% - ヒスパニック・ラテン系: 46.0% | 年齢別人口構成 - 18歳未満: 30.3% - 18-24歳: 7.7% - 25-44歳: 30.2% - 45-64歳: 21.7% - 65歳以上: 10.1% - 年齢の中央値: 34歳 - 性比（女性100人あたり男性の人口） - 総人口: 99.4 - 18歳以上: 98.2 世帯と家族（対世帯数） - 18歳未満の子供がいる: 38.3% - 結婚・同居している夫婦: 44.0% - 未婚・離婚・死別女性が世帯主: 11.2% - 非家族世帯: 37.9% - 単身世帯: 31.3% - 65歳以上の老人1人暮らし: 10.3% - 平均構成人数 - 世帯: 2.65人 - 家族: 3.38人 | 収入と家計 - 収入の中央値 - 世帯: 39,327米ドル - 家族: 46,406米ドル - 性別 - 男性: 30,789米ドル - 女性: 24,643米ドル - 人口1人あたり収入: 21,032米ドル - 貧困線以下 - 対人口: 10.4% - 対家族数: 9.2% - 18歳未満: 11.5% - 65歳以上: 4.6% |

## 教育
市内には2つのプレスクールがある。カタリナ・キッド・ベンチャーズとプレスクール・ラーニング・フォー・アバロン・ユースである。カタリナ・キッド・ベンチャーズは市役所の隣にあり、市の支援、授業料および事前寄付を通じて資金を得ている。プレスクール・ラーニング・フォー・アバロン・ユースは協同組合学校であり、キャニオンの奥、バードパーク・キャニオン道路4にある。元はバード公園があった場所であり、最初のシュガーローフ・カジノを解体して残った材料で建設された。
幼稚園から12年生までの教育では、アバロン教育学区の学校がある。この学区はロングビーチ統合教育学区に属している。小中高校があるが、校長は1人だけである。キャンパスには3つのミッション様式の建物、体育館、4つの二次的平屋、16の基本平屋がある。高校スポーツではカリフォルニア高校間連盟南部に属している。マスコットは槍騎兵である。スポーツチームは「アバロン・ランサーズ」あるいは単純に「ランサーズ」と呼ばれる。ビジターチームは船で島に渡らなければならない。当然アウェイの試合は本土に渡る必要がある。
ロサンゼルス郡の未編入領域であるトゥーハーバーズに、トゥーハーバーズ小学校という教室1つだけの学校がある。また私立のアバロン・クリスチャン学校がカタリナ・アベニュー346にある。これら2つの学校の卒業生はアバロン教育学区の中学校と高校に進学する。

## 交通

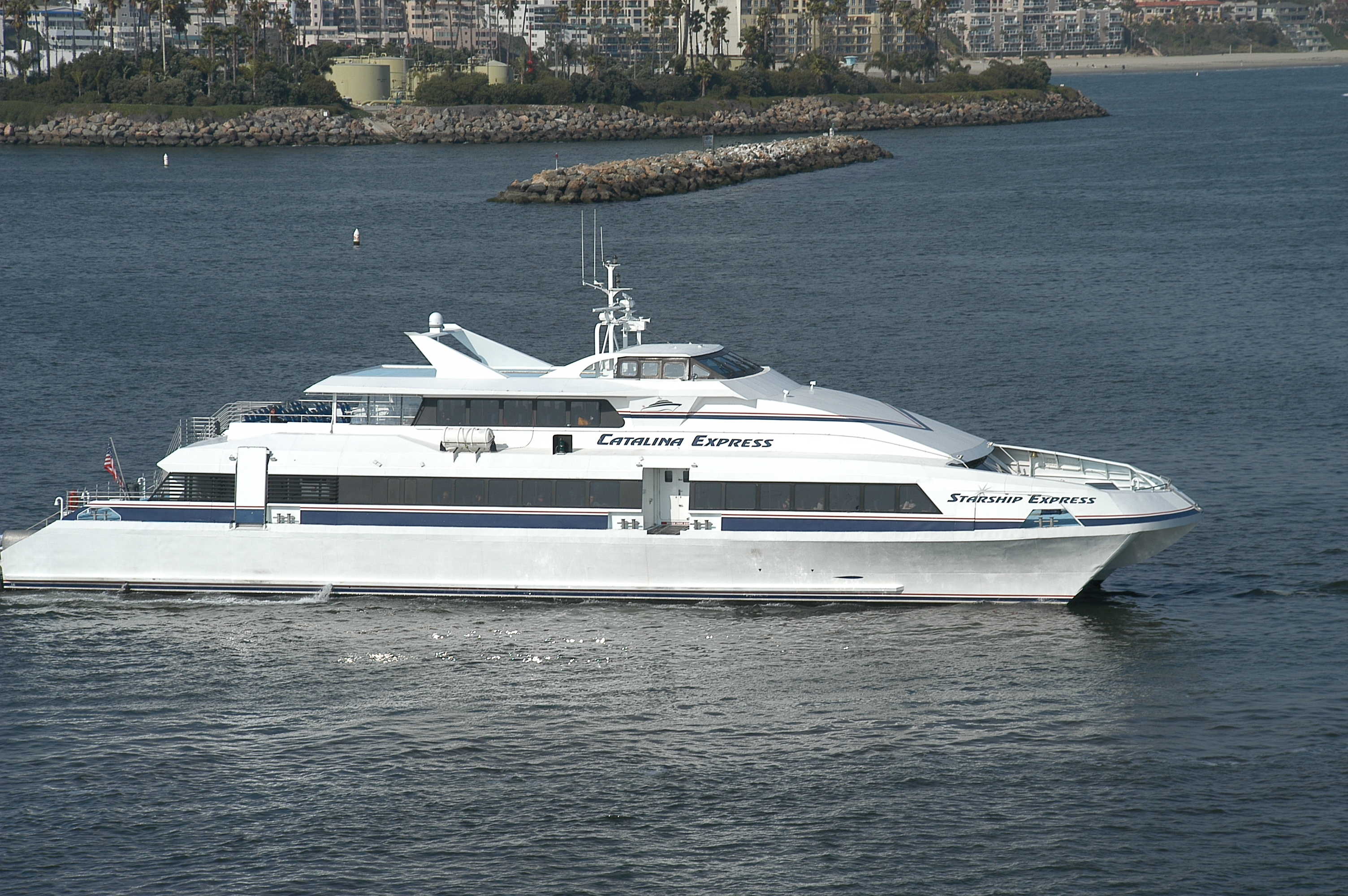
ロングビーチを出港してアバロンに向かうカタリナ・イクスプレス、2008年撮影

カタリナ・イクスプレスなど数隻の高速旅客船が毎日、ロサンゼルスのサンペドロ地区、ロングビーチ、ダナポイントに向けて運航している。またフェリーのカタリナ・フライアは毎日オレンジ郡のニューポートビーチとの間を往復している。アバロン港にくる民間の船舶は到着順に、アバロン港パトロールによって係留場所を割り当てられる。船上の人々がその船から岸まで行く場合、ディンギーを使ってディンギー船着き場まで行くか、民間のボートに乗せて貰って行くかである。幾つかヘリコプター会社も運航しており、アバロン湾の南にあるペブリービーチ・ヘリポートに着陸することが多い。小さな飛行機ならば、アバロンの北西7マイル (11 km) にあるカタリナ空港、別名エアポート・イン・ザ・スカイに着陸できる。

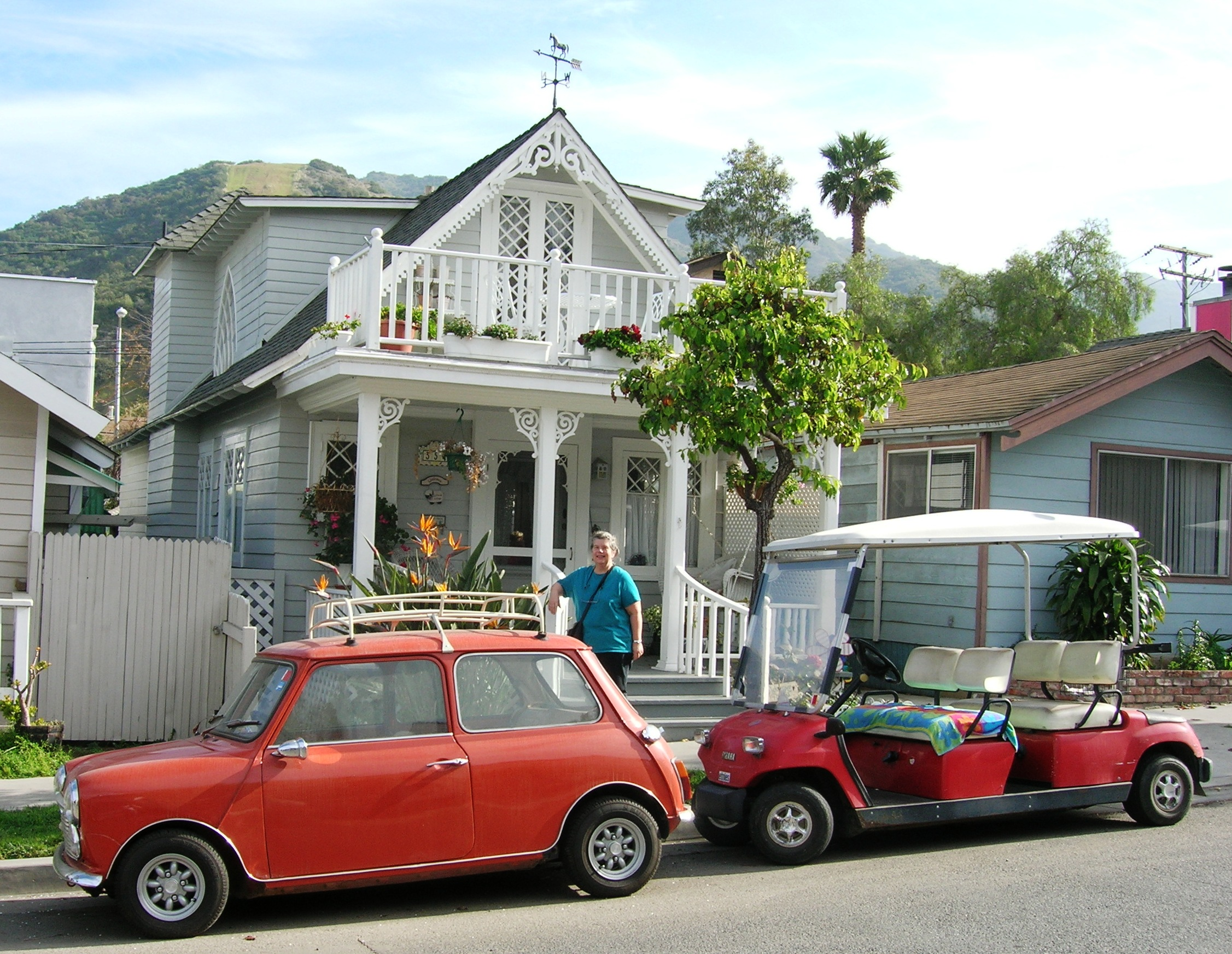
アバロンの「オートエット」の2例、ミニとゴルフカート

市内の主要な交通手段は小さなガソリン車あるいは電気自動車であり、「オートエット」と呼ばれている。多くのゴルフカートや同様な大きさの自動車が含まれている。車幅 55 インチ (140 cm) 以下、車長 120 インチ (300 cm) 以下、車重 1,800 ポンド (820 kg) 以下の車がオートエットに位置づけられる。1世帯に1台の制限によって、誰でもオートエットを取得できる。民間人がフルサイズの車を所有する許可を得るのは大変難しい。その許可は特定の車ではなく個人に発行され、島での生活が終わる場合に譲渡され、市政委員会に請願した場合を除いては譲渡できない。更新されるのが不適格になった許可あるいは自発的に譲渡された許可が2件ある場合に、1件のみ新しい許可が発行される。自動車登録のために、カタリナ島はアバロン市内と「インテリア」（市域外の島内）と、2つの分類に分けられている。市内では、カリフォルニア州自動車局が課する通常の要求事項に加えて、自動車所有者が守らなければならない独自の厳格な許可制度がある。これら制限があるために、観光客がアバロンやカタリナ島の他所に車を持ってこようとしても、定期的なフェリーは運行していない。